# فريدريك سترومستاد
فريدريك سترومستاد (بالنرويجية البوكمول: Fredrik Strømstad)‏ (مواليد 20 يناير 1982 في كريستيانزاند - النرويج) لاعب كرة قدم نرويجي يلعب حاليا لصالح نادي الدرجة الأولى لومان الفرنسي منذ 2008 في مركز الوسط المهاجم كما يجيد اللعب في مركز الجناح .

## روابط خارجية
- فريدريك سترومستاد على موقع IMDb (الإنجليزية)
- فريدريك سترومستاد على موقع الاتحاد الأوربي (الإنجليزية)
- فريدريك سترومستاد على موقع اتحاد النرويج (النرويجية)
- فريدريك سترومستاد على موقع قاعدة بيانات كرة القدم.إي يو (الإنجليزية)
- فريدريك سترومستاد على موقع ناشيونال فوتبول تيمز (الإنجليزية)
- فريدريك سترومستاد على موقع كووورة